# مايك برايس (كرة سلة)
مايك برايس (بالإنجليزية: Mike Price)‏ مواليد 11 سبتمبر 1948 في روسلفيل، هو لاعب كرة سلة أمريكي معتزل. تم اختياره من قبل فريق نيويورك نيكس خلال الدرافت. لعب في الرابطة الوطنية لكرة السلة. يبلغ طوله 6 قدم 3 بوصة (1.9 م).

## المسيرة الاحترافية
لعب مع نيويورك نيكس في موسم 1970–1970، ثم لعب مع إنديانا بايسرز في موسم 1971–1972، ثم لعب مع فيلادلفيا سفنتي سيكسرز في موسم 1972–1972.

## روابط خارجية
- مايك برايس على موقع إن بي أي (الإنجليزية)
- مايك برايس على موقع سبورتس رفرنس (الإنجليزية)
- مايك برايس على موقع كلية كرة السلة في سبورتس رفرنس.كوم (الإنجليزية)
- مايك برايس على موقع ريلجم (الإنجليزية)
- مايك برايس على موقع بروبوليرز (الإنجليزية)